# Petr Tlustý
Petr Tlustý (* 17. ledna 1986) je český fotbalový obránce hrající za FC Vysočina Jihlava.

## Kariéra
S fotbalem začínal v šesti letech v Praze na Žižkově, kam jej přivedl jeho otec. Jelikož zde však nebyly dobré podmínky pro rozvoj mládeže, zamířil už o rok později do Slavie. Tady vydržel jen dva roky a v roce 1995 zamířil FC Bohemians Praha. V Bohemians prošel všemi mládežnickými týmy až do mladšího dorostu. Aby mohl hrát nejvyšší dorosteneckou ligu, rozhodl se v roce 2003 pro návrat do Slávie. Zde vydržel dva roky, během nichž pomohl týmu ke 2. místu v I. lize staršího dorostu. Během letní přípravy, během níž se přesunul do juniorky, si však utrhl křížový vaz v koleni a po půlroční rehabilitaci odešel na hostování do Vyšehradu, kam následně v létě 2007 po postupu do ČFL zamířil na přestup. Po půl roce ve III. lize se o něj začala zajímat Vysočina Jihlava, kam následně zamířil nejprve na testy, kde se setkal se svým bývalým spoluhráčem ze Slávie Martinem Bayerem. Na rozdíl od něj však Tlustý uspěl a do druholigové Jihlavy zamířil nejprve na hostování, které se po půl roce změnilo v přestup. Dnes je stálým členem základní sestavy Vysočiny, se kterou se v sezoně 2011/12 probojoval do Gambrinus ligy.

## Úspěchy
- SK Slavia Praha
  - 2. místo v I. lize staršího dorostu
- FC Vysočina Jihlava
  - postup do Gambrinus ligy (2011/12)